# Lista de singles número um na Billboard Hot 100 em 1992
Em anexo, a lista dos singles número um na Billboard Hot 100 em 1992. O single que ficou mais semanas em primeiro lugar na parada em 1992–1993 foi "I Will Always Love You" de Whitney Houston, que permaneceu no topo da Hot 100 por 14 semanas. A versão de Whitney Houston para a canção se tornou a canção que mais tempo passou no primeiro lugar, quebrando o recorde estabelecido pela banda Boyz II Men também em 1992 com a canção "End of the Road", que permaneceu no topo da parada por 13 semanas. Até o lançamento de "One Sweet Day", dueto de Mariah Carey e Boyz II Men que passaria 16 semanas no topo da parada em 1995, "I Will Always Love You" manteve o recorde de canção que mais tempo ficou no topo da parada.

## Histórico

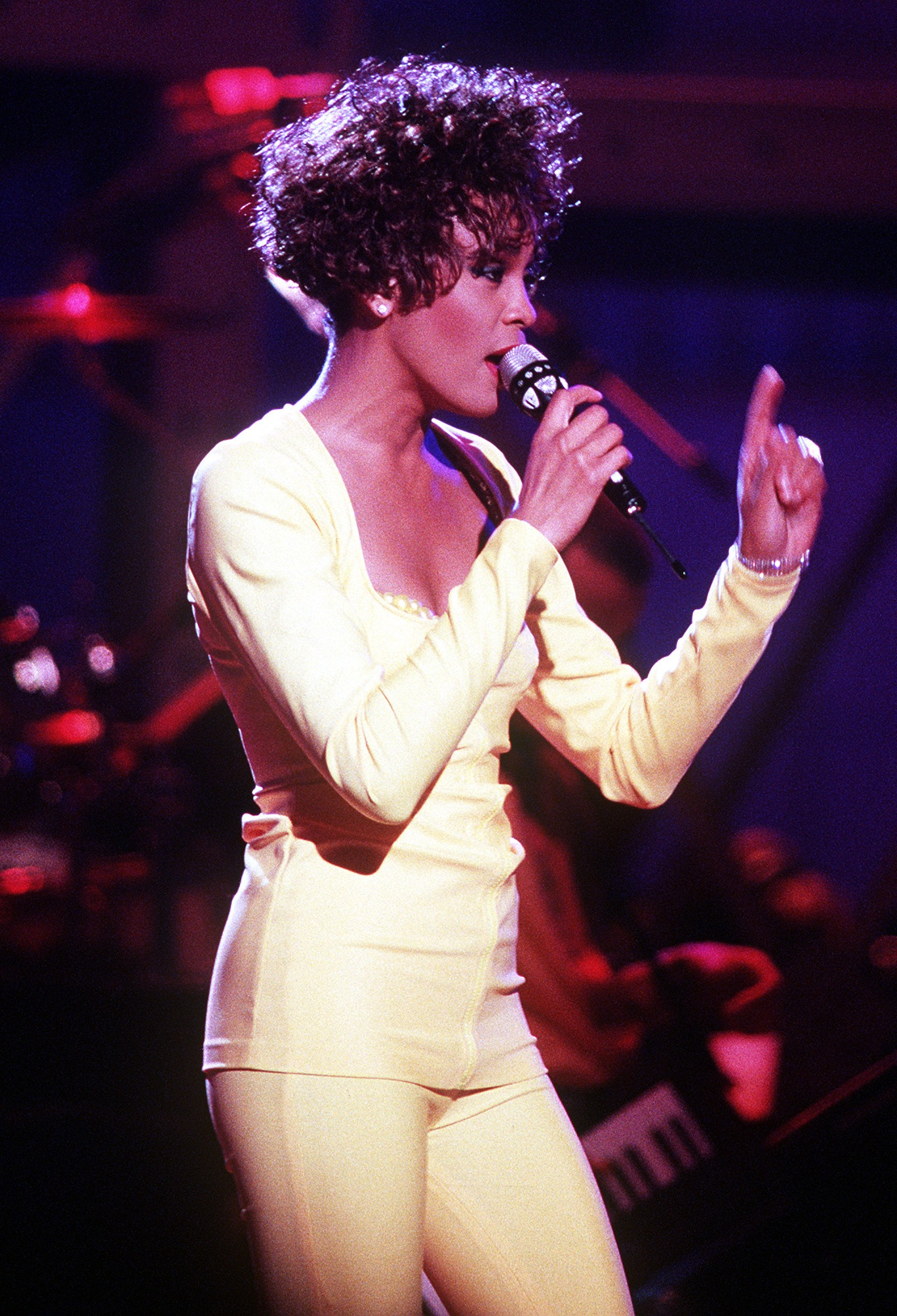
Em 1992, Whitney Houston quebrou o recorde de canção que mais semanas permaneceu em primeiro lugar na Billboard Hot 100 com sua versão de "I Will Always Love You", que ficou 14 semanas no topo da parada. Apenas seis canções repetiram esse feito desde então.

| Data            | Canção                            | Artista(s)                  | Referências   |
| --------------- | --------------------------------- | --------------------------- | ------------- |
| 4 de janeiro    | "Black or White"                  | Michael Jackson             | [ 1 ]         |
| 11 de janeiro   | "Black or White"                  | Michael Jackson             | [ 2 ]         |
| 18 de janeiro   | "Black or White"                  | Michael Jackson             | [ 3 ]         |
| 25 de janeiro   | "All 4 Love"                      | Color Me Badd               | [ 4 ]         |
| 1° de fevereiro | "Don't Let the Sun Go Down on Me" | George Michael e Elton John | [ 5 ]         |
| 8 de fevereiro  | "I'm Too Sexy"                    | Right Said Fred             | [ 6 ]         |
| 15 de fevereiro | "I'm Too Sexy"                    | Right Said Fred             | [ 7 ]         |
| 22 de fevereiro | "I'm Too Sexy"                    | Right Said Fred             | [ 8 ]         |
| 29 de fevereiro | "To Be with You"                  | Mr. Big                     | [ 9 ]         |
| 7 de março      | "To Be with You"                  | Mr. Big                     | [ 10 ]        |
| 14 de março     | "To Be with You"                  | Mr. Big                     | [ 11 ]        |
| 21 de março     | "Save the Best for Last"          | Vanessa Williams            | [ 12 ]        |
| 28 de março     | "Save the Best for Last"          | Vanessa Williams            | [ 13 ]        |
| 4 de abril      | "Save the Best for Last"          | Vanessa Williams            | [ 14 ]        |
| 11 de abril     | "Save the Best for Last"          | Vanessa Williams            | [ 15 ]        |
| 18 de abril     | "Save the Best for Last"          | Vanessa Williams            | [ 16 ]        |
| 25 de abril     | "Jump"                            | Kris Kross                  | [ 17 ]        |
| 2 de maio       | "Jump"                            | Kris Kross                  | [ 18 ]        |
| 9 de maio       | "Jump"                            | Kris Kross                  | [ 19 ]        |
| 16 de maio      | "Jump"                            | Kris Kross                  | [ 20 ]        |
| 23 de maio      | "Jump"                            | Kris Kross                  | [ 21 ]        |
| 30 de maio      | "Jump"                            | Kris Kross                  | [ 22 ]        |
| 6 de junho      | "Jump"                            | Kris Kross                  | [ 23 ]        |
| 13 de junho     | "Jump"                            | Kris Kross                  | [ 24 ]        |
| 20 de junho     | "I'll Be There"                   | Mariah Carey                | [ 25 ]        |
| 27 de junho     | "I'll Be There"                   | Mariah Carey                | [ 26 ]        |
| 4 de julho      | "Baby Got Back"                   | Sir Mix-a-Lot               | [ 27 ]        |
| 11 de julho     | "Baby Got Back"                   | Sir Mix-a-Lot               | [ 28 ]        |
| 18 de julho     | "Baby Got Back"                   | Sir Mix-a-Lot               | [ 29 ]        |
| 25 de julho     | "Baby Got Back"                   | Sir Mix-a-Lot               | [ 30 ]        |
| 1° de agosto    | "Baby Got Back"                   | Sir Mix-a-Lot               | [ 31 ]        |
| 8 de agosto     | "This Used to Be My Playground"   | Madonna                     | [ 32 ]        |
| 15 de agosto    | "End of the Road"                 | Boyz II Men                 | [ 33 ]        |
| 22 de agosto    | "End of the Road"                 | Boyz II Men                 | [ 34 ]        |
| 29 de agosto    | "End of the Road"                 | Boyz II Men                 | [ 35 ]        |
| 5 de setembro   | "End of the Road"                 | Boyz II Men                 | [ 36 ]        |
| 12 de setembro  | "End of the Road"                 | Boyz II Men                 | [ 37 ]        |
| 19 de setembro  | "End of the Road"                 | Boyz II Men                 | [ 38 ]        |
| 26 de setembro  | "End of the Road"                 | Boyz II Men                 | [ 39 ]        |
| 3 de outubro    | "End of the Road"                 | Boyz II Men                 | [ 40 ]        |
| 10 de outubro   | "End of the Road"                 | Boyz II Men                 | [ 41 ]        |
| 17 de outubro   | "End of the Road"                 | Boyz II Men                 | [ 42 ]        |
| 24 de outubro   | "End of the Road"                 | Boyz II Men                 | [ 43 ]        |
| 31 de outubro   | "End of the Road"                 | Boyz II Men                 | [ 44 ]        |
| 7 de novembro   | "End of the Road"                 | Boyz II Men                 | [ 45 ]        |
| 14 de novembro  | "How Do You Talk to an Angel"     | The Heights                 | [ 46 ]        |
| 21 de novembro  | "How Do You Talk to an Angel"     | The Heights                 | [ 47 ]        |
| 28 de novembro  | "I Will Always Love You"          | Whitney Houston             | [ 48 ] [ 49 ] |
| 5 de dezembro   | "I Will Always Love You"          | Whitney Houston             | [ 50 ] [ 51 ] |
| 12 de dezembro  | "I Will Always Love You"          | Whitney Houston             | [ 52 ] [ 53 ] |
| 19 de dezembro  | "I Will Always Love You"          | Whitney Houston             | [ 54 ] [ 55 ] |
| 26 de dezembro  | "I Will Always Love You"          | Whitney Houston             | [ 56 ] [ 57 ] |